# Gozd (Ajdovščina)
Gozd (Duits: Schönwald) is een plaats in Slovenië en maakt deel uit van de gemeente Ajdovščina in de NUTS-3-regio Goriška. De plaats telde 126 inwoners op 1 januari 2020.

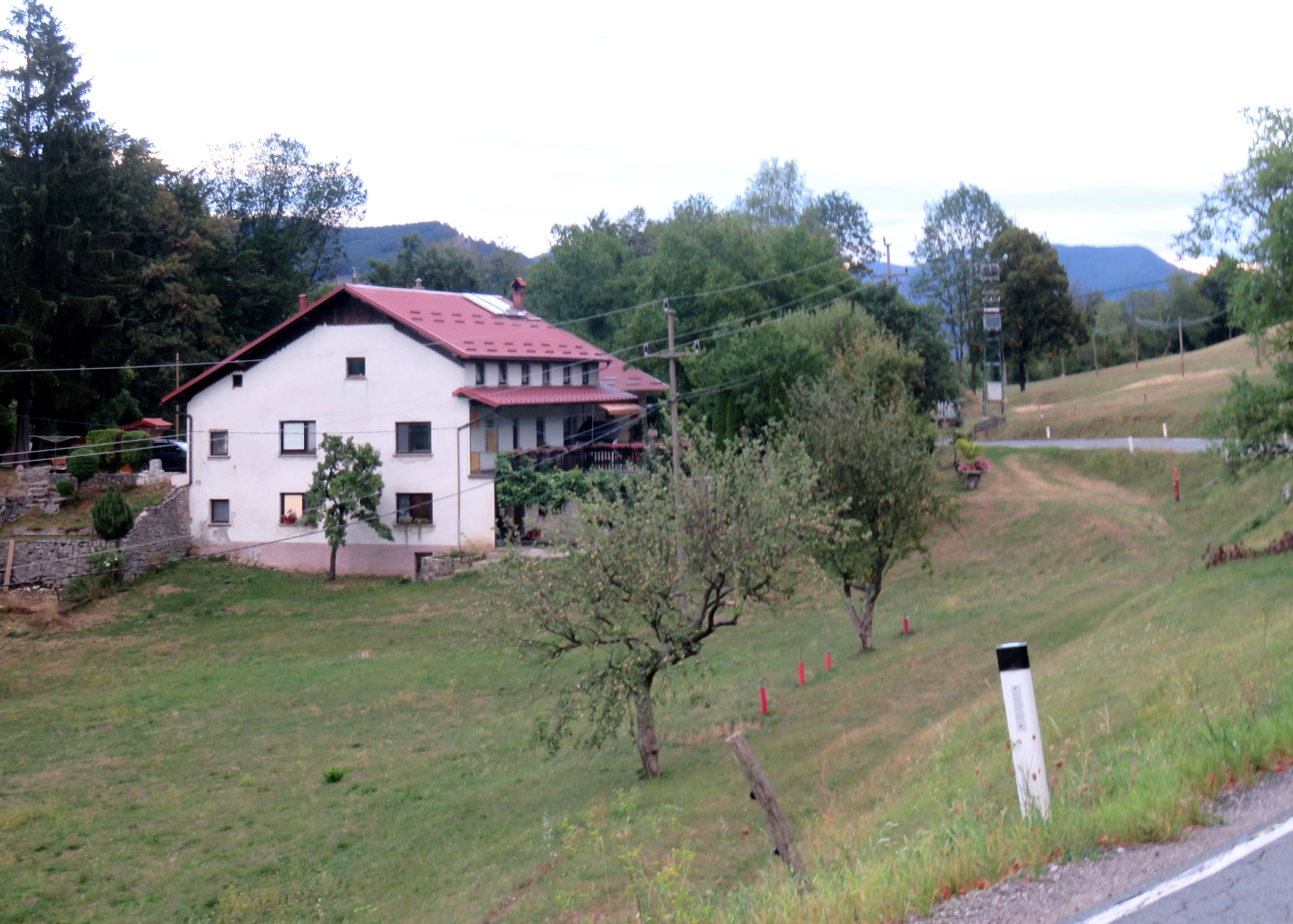
Woning